# (32143) 2000 LA27
2000 أل أي 27 (ويعرف أيضًا باسم (32143) 2000 أل أي 27 وفق تسمية الكوكب الصغير) (بالإنجليزية: 2000 LA27)‏ هو كويكب ضمن حزام الكويكبات؛ وترتيبه 32143 من حيث الاكتشاف.
اكتُشف هذا الجُرم الفلكي بواسطة Paulo R. Holvorcem ‏ في 11 يونيو 2000.

## وصلات خارجية
- (32143) 2000 LA27 في قاعدة بيانات مختبر الدفع النفاث لأجرام النظام الشمسي الصغيرة

- الاكتشاف · مخطط المدار ·  العناصر المدارية · المعلمات المادية

- (32143) 2000 LA27 على موقع ويكي سكاي: DSS2, SDSS, GALEX, IRAS, Hydrogen α, X-Ray, Astrophoto, Sky Map, Articles and images